# Balanapalya, Sira
Balanapalya là một làng thuộc tehsil Sira, huyện Tumkur, bang Karnataka, Ấn Độ.